# Kakheti
Kakheti (tiếng Gruzia: კახეთი [kʼɑxɛtʰi]) là một vùng (mkhare) miền đông Gruzia hợp từ tỉnh lịch sử Kakheti và tỉnh Tusheti miền núi. Telavi là thủ phủ. Vùng này gồm tám huyện: Telavi, Gurjaani, Kvareli, Sagarejo, Dedoplistsqaro, Signagi, Lagodekhi và Akhmeta. Kakheti giáp ranh với Liên Bang Nga (Dagestan và Chechnya) về phía đông bắc, Azerbaijan (Ganja-Gazakh và Shaki-Zaqatala) về phía đông nam, Mtskheta-Mtianeti và Kvemo Kartli về phía tây.
Quần thể tu viện David Gareja nằm trên ranh giới vùng, và đang bị tranh chấp giữa chính quyền Gruzia và Azerbaijan.